# Skam (phim truyền hình)
Skam (phát âm tiếng Na Uy: [skɑm]; tiếng Anh: Shame) là một bộ phim truyền hình thiếu niên Na Uy nói về cuộc sống hàng ngày của thanh thiếu niên tại trường Hartvig Nissen ở Oslo, Na Uy. Đây là trường trung học đầu tiên ở Na Uy tuyển sinh nữ sinh. Nó được sản xuất bởi đài truyền hình NRK P3, một phần của NRK do chính phủ Na Uy sở hữu.
Cứ mỗi mùa, Skam sẽ nói về một nhân vật chính. Trong thời điểm phát sóng, một clip mới, cuộc trò chuyện hoặc bài đăng trên mạng xã hội sẽ được xuất bản theo thời gian thực trên trang web của NRK hàng ngày. Mỗi mùa sẽ tập trung vào các chủ đề cụ thể, từ những khó khăn về mối quan hệ, rối loạn ăn uống, tấn công tình dục, đồng tính, các vấn đề sức khỏe tâm thần, tôn giáo và tình yêu bị cấm. 
Mặc dù không có quảng cáo trước khi phim ra mắt năm vào năm 2015, nhưng Skam đã phá kỷ lục người xem. Các tập phim được ra mắt là một trong những tập được xem nhiều nhất trong lịch sử của NRK, và vào giữa mùa thứ hai, Skam chiếm một nửa lượng truy cập của NRK. Với mùa thứ ba, nó đã phá vỡ tất cả các phim truyền hình ở Na Uy, cùng với số lượng người xem ở các nước láng giềng Đan Mạch và Thụy Điển, thu hút một lượng người hâm mộ quốc tế đang hoạt động trên mạng xã hội. Skam vươn ra thị trường quốc tế giúp nó nổi tiếng trên toàn thế giới, các diễn viên của phim cũng trở nên nổi tiếng trên toàn thế giới. Tuy nhiên, sự phổ biến trên toàn thế giới là điều không được mong đợi. Bộ phim kết thúc sau mùa thứ tư vào năm 2017, nguyên nhân được cho là do áp lực sản xuất cao.

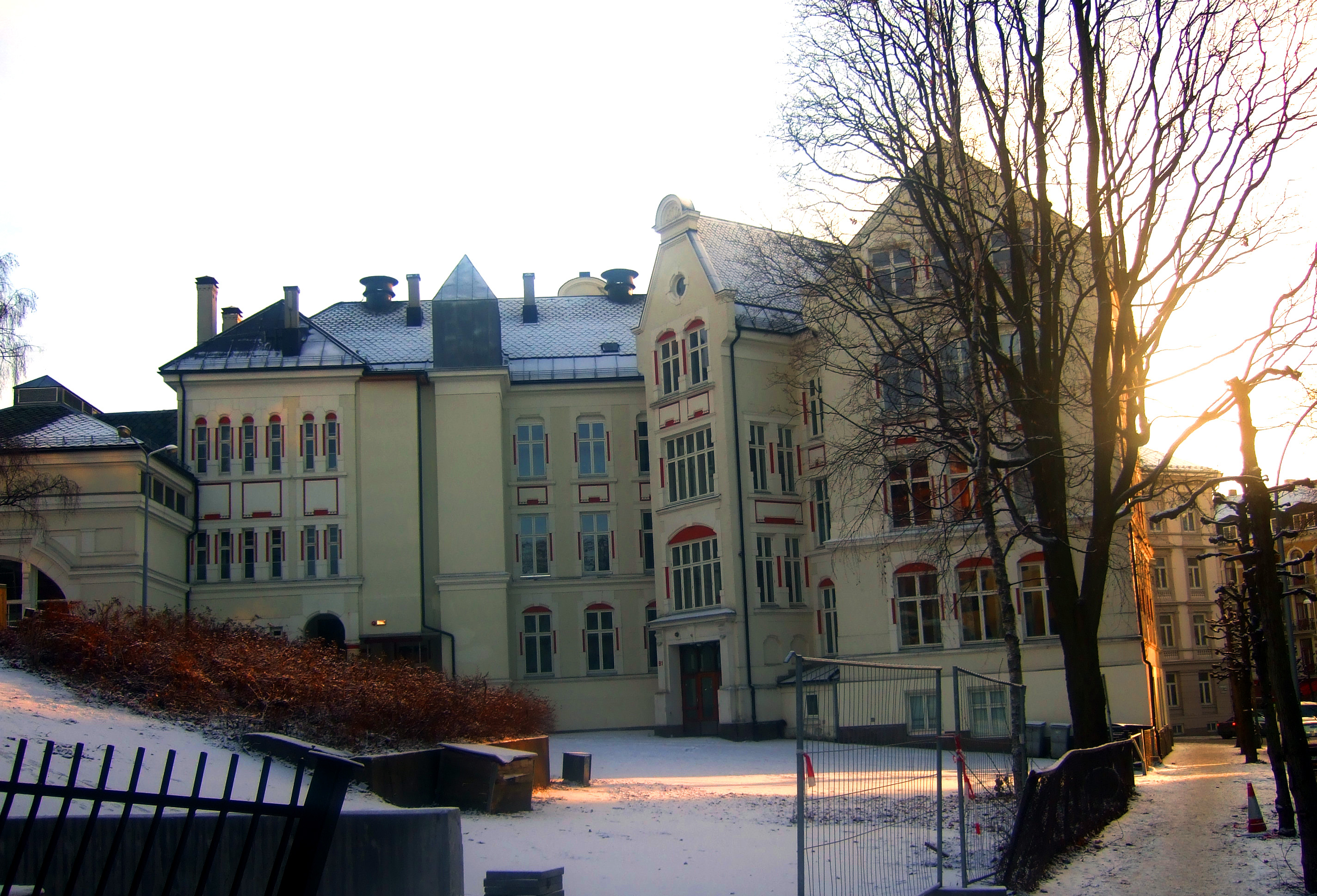
Hartvig Nissen School tại Frogner ở Oslo

## Khái niệm
Vào đầu tuần, một clip, cuộc trò chuyện hoặc bài đăng trên mạng xã hội sẽ được đăng trên trang web của Skam. Mỗi mùa sẽ có một nhân vật chính khác nhau và các nhân vật trong phim đều có trang cá nhân trên mạng xã hội, nơi người xem có thể theo dõi hoạt động của họ. Họ được phép tương tác công khai với người hâm mộ trong suốt thời gian chiếu. 